# パジン
パジン（クロアチア語: Pazin, ドイツ語: Mitterburg, イタリア語: Pisino, ラテン語: (Castrum) Pisinium）はクロアチア西部イストラ郡の都市及び基礎自治体で、2001年現在人口は4,986人で基礎自治体全体では9,227人である。パジンはイストラ郡の郡都でイストリア半島内陸部に位置する。

## 歴史
パジンが最初に言及されたのは983年の Castrum Pisinium で、オットー2世から司教であるポレチに対して行われた寄贈に関する事であった。12世紀、マイナルド・シュヴァルツェンブルク伯爵（Majnard Schwarzenburg (Cernogradus)）の領地となりパジン伯国が成立する。1186年にゴリツィア伯国 (County of Gorizia) のエンゲルベルト3世（Engelbert III）のものとなる。1374年、ゴリツィア伯国のアルベルト3世の遺産はハプスブルク家に譲られ、その後領地は様々な一族に渡り最後はモンテクッコリ家（Montecuccoli）のものとなった。現在の町はほとんどが要塞（モンテクッコリ城）の周辺に造られたものである。1805年から1814年まではナポレオン支配下のイタリア王国の一部であった。1809年からはイリュリア県に属している。1815年以後、パジンは再びハプスブルクの領域となる。第一次世界大戦後の1918年にはイタリア領となり、1945年からはユーゴスラビアのクロアチア社会主義共和国となり1991年からは現在のクロアチア領となっている。

## みどころ
モンテクッコリ城は第二次世界大戦後、博物館に変わっている。他には13世紀以来の聖ニコラス教会や15世紀に建てられたフランシスコ会の修道院などがある。またカルストなど自然も豊かで、この地の城や峡谷に刺激を受けジュール・ヴェルヌは小説Mathias Sandorf「アドリア海の復讐」を書いている。

## ギャラリー

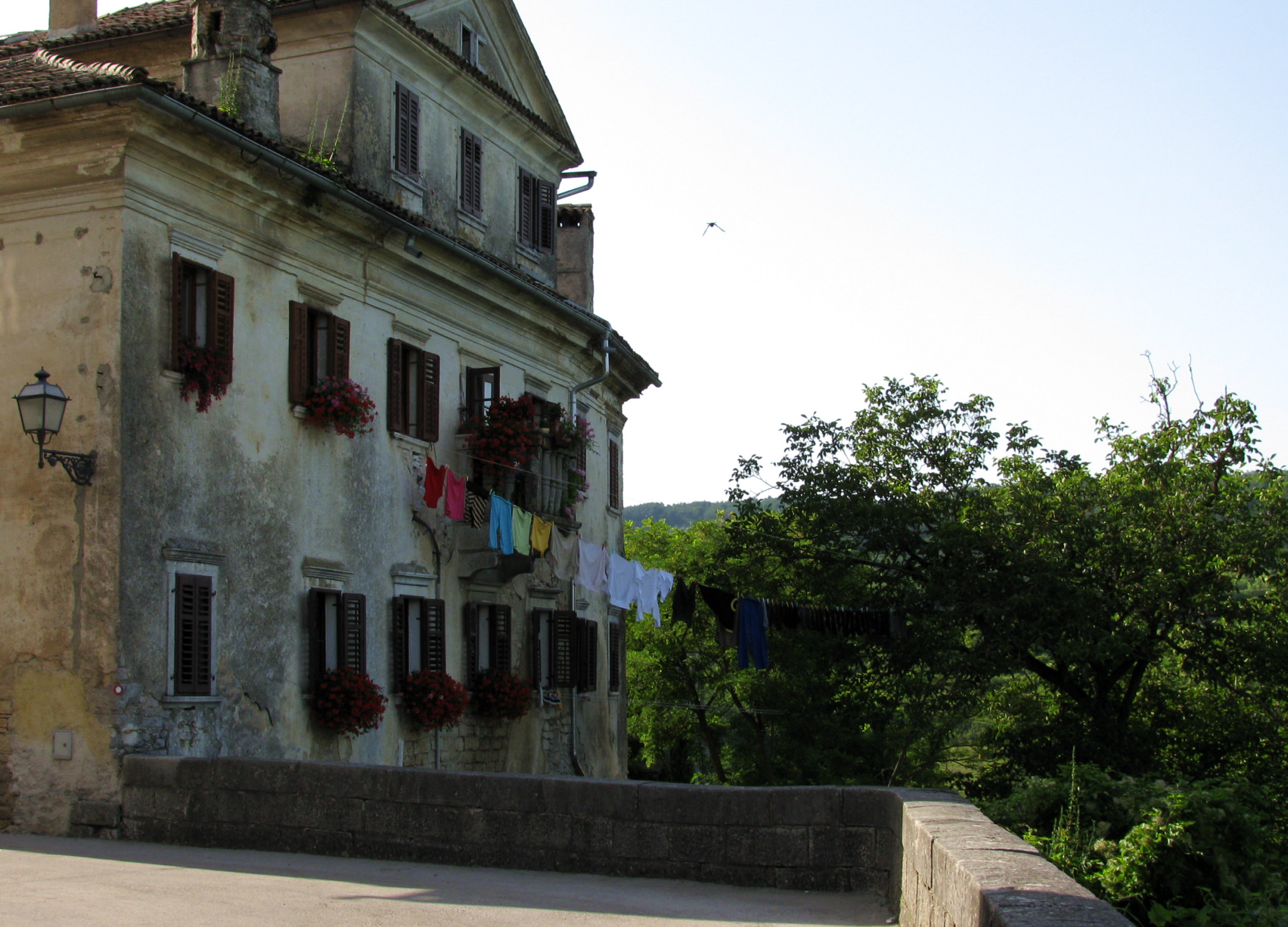
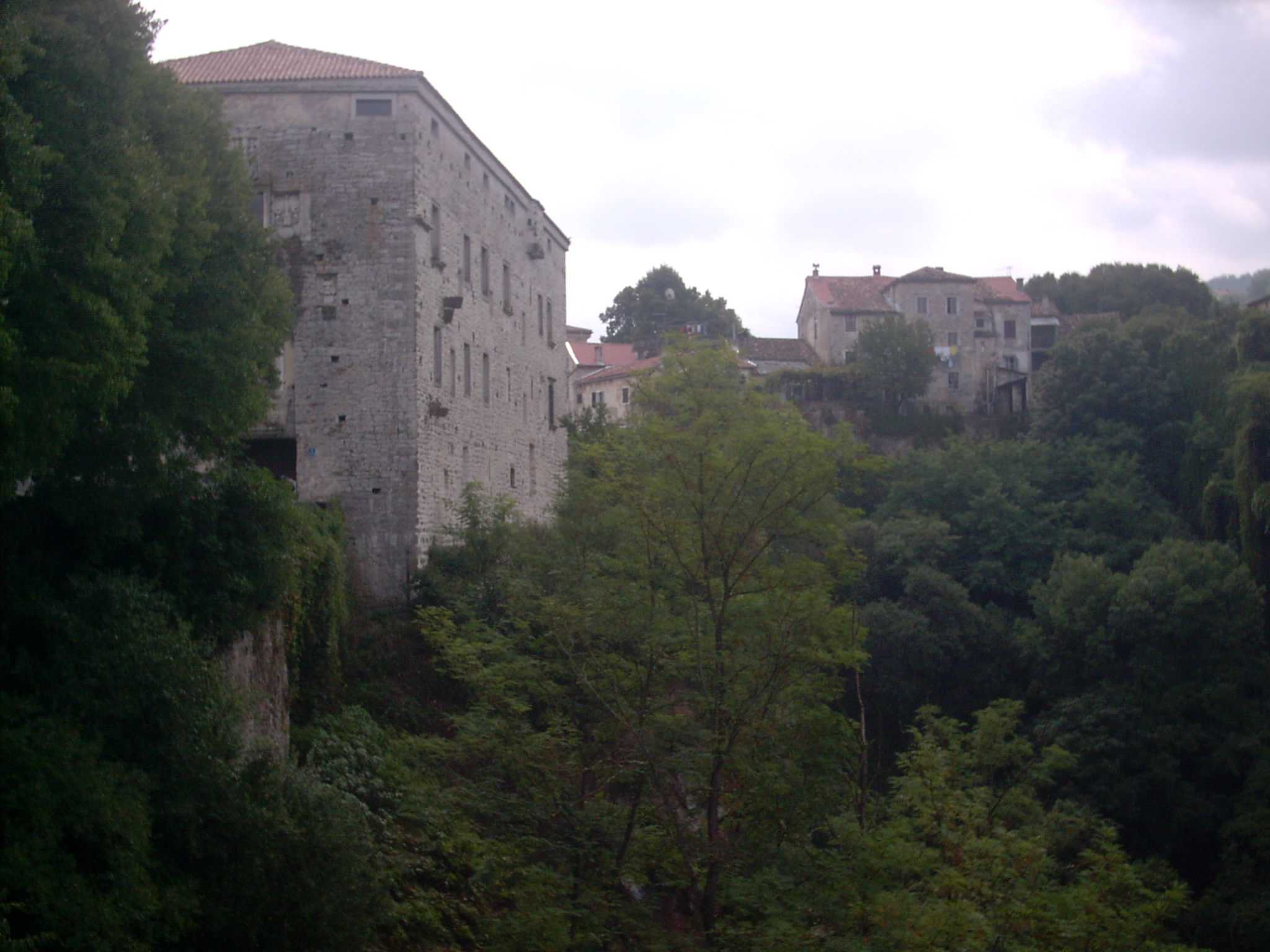
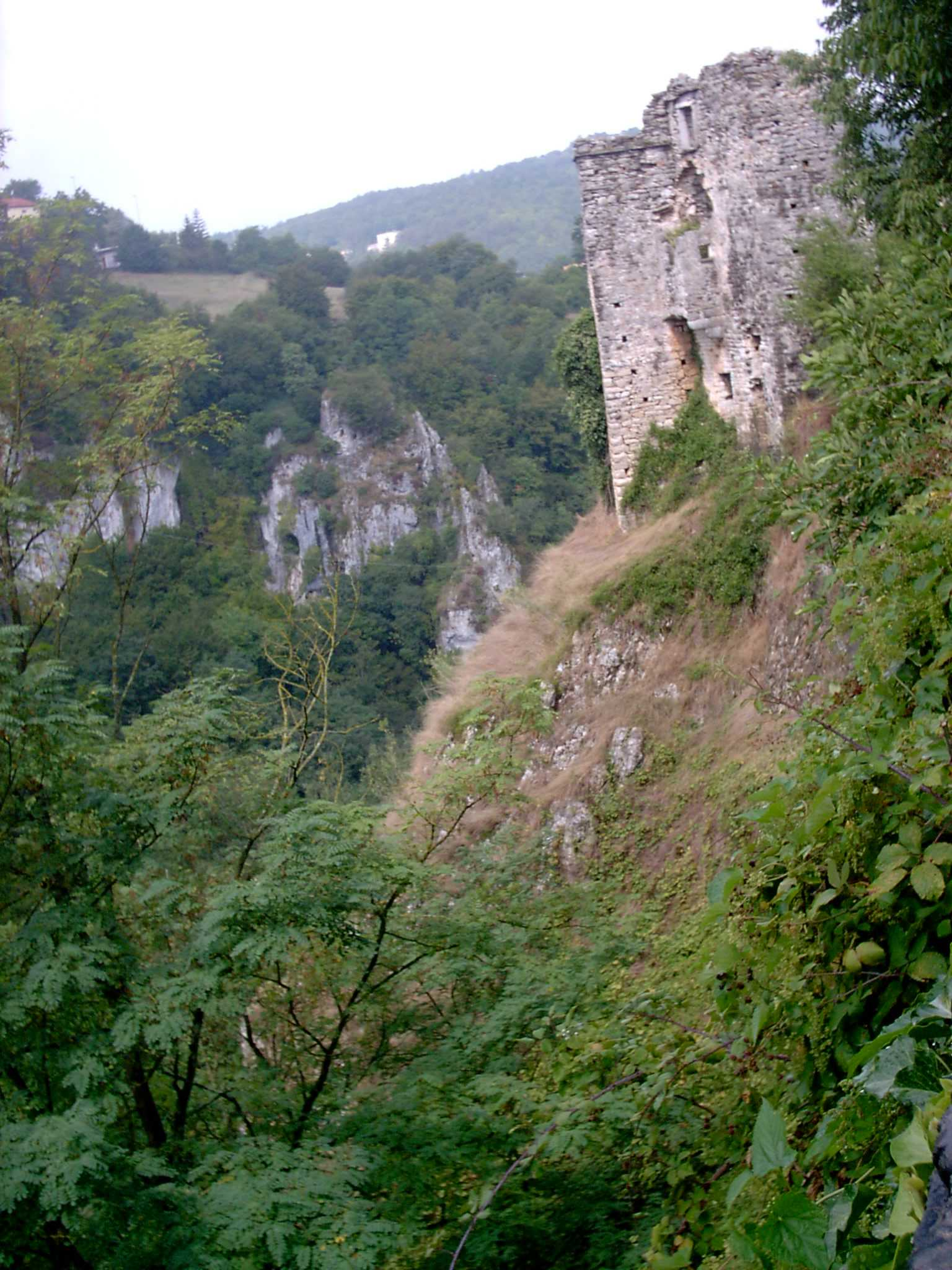
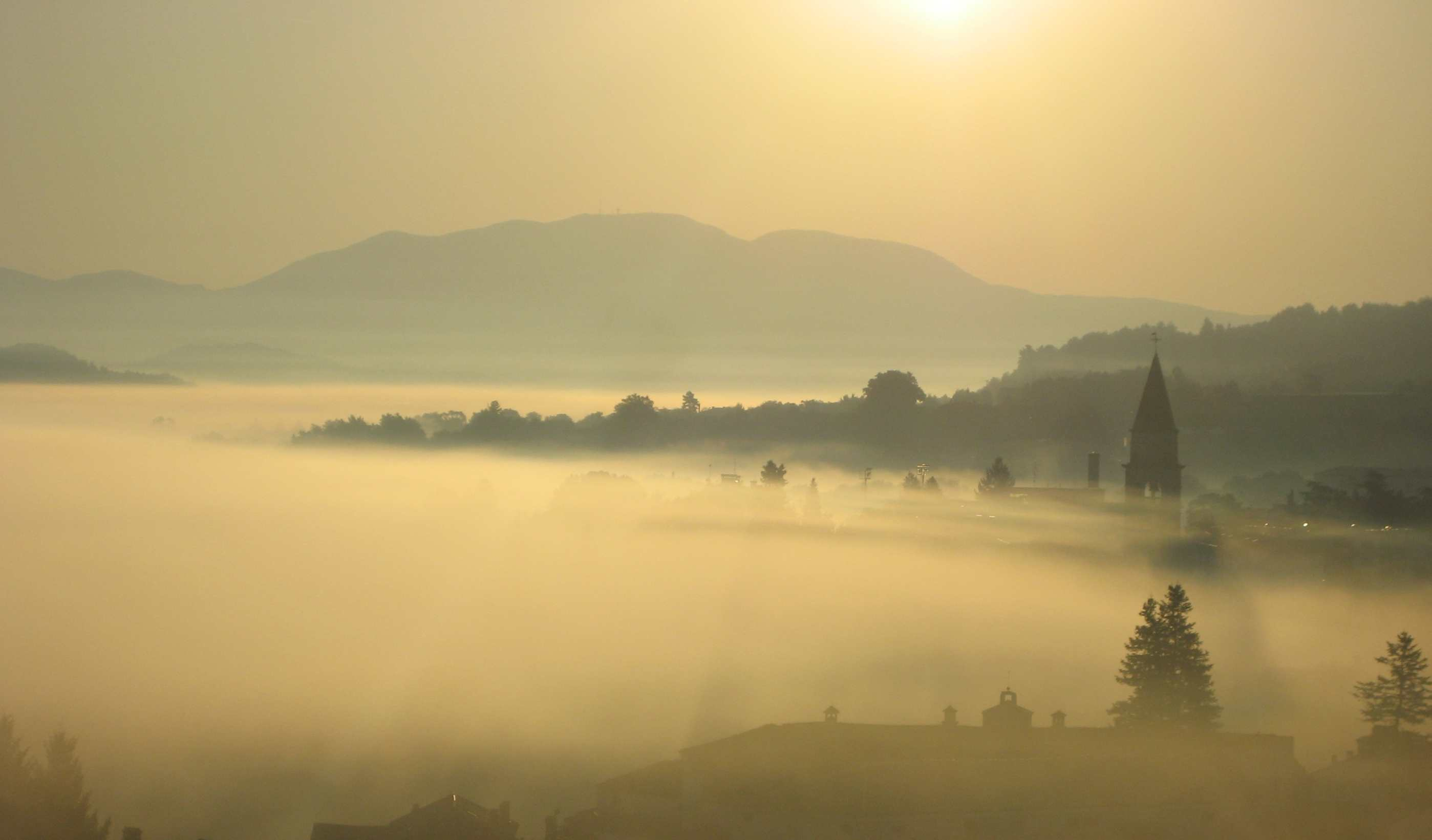
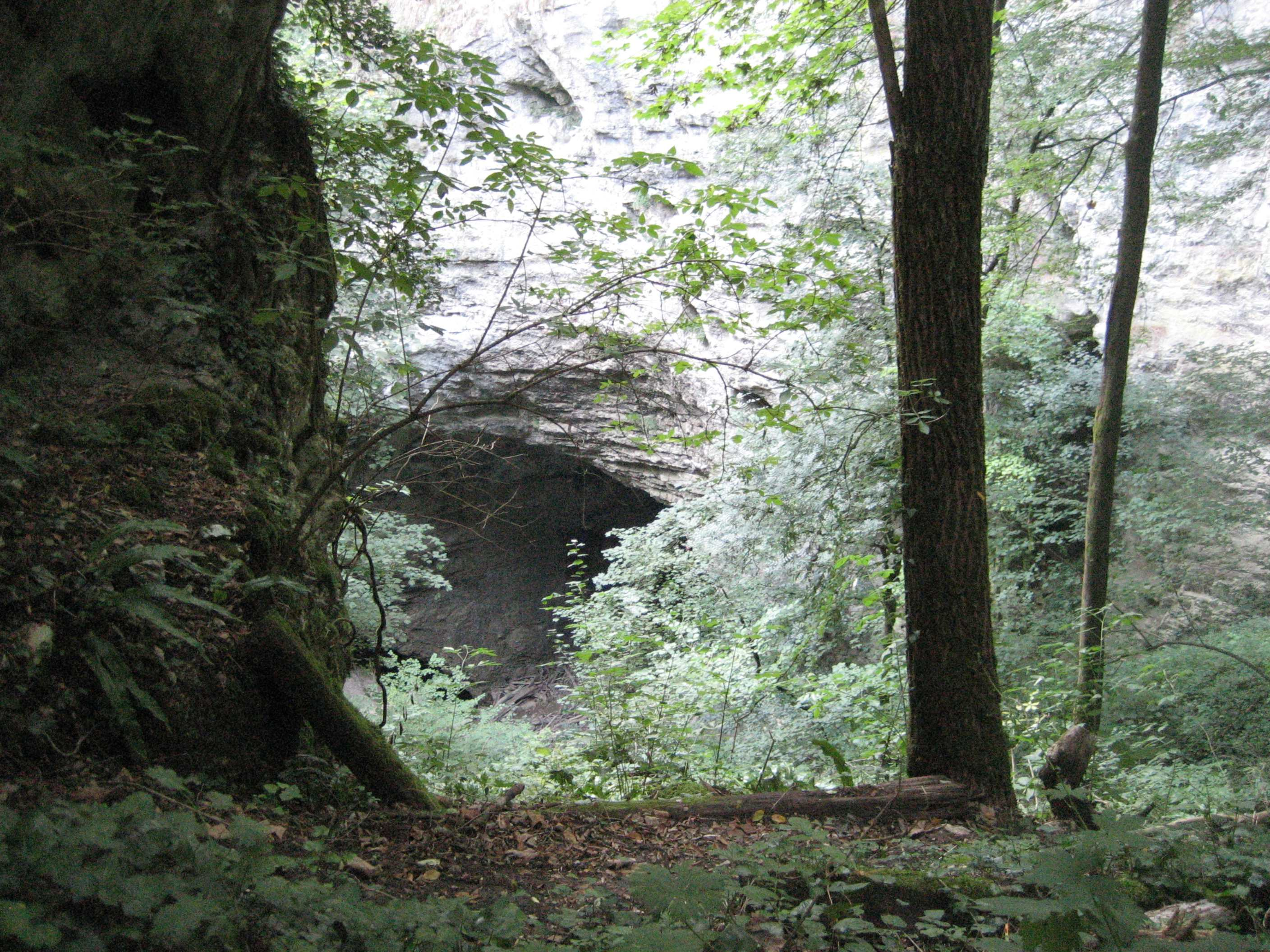
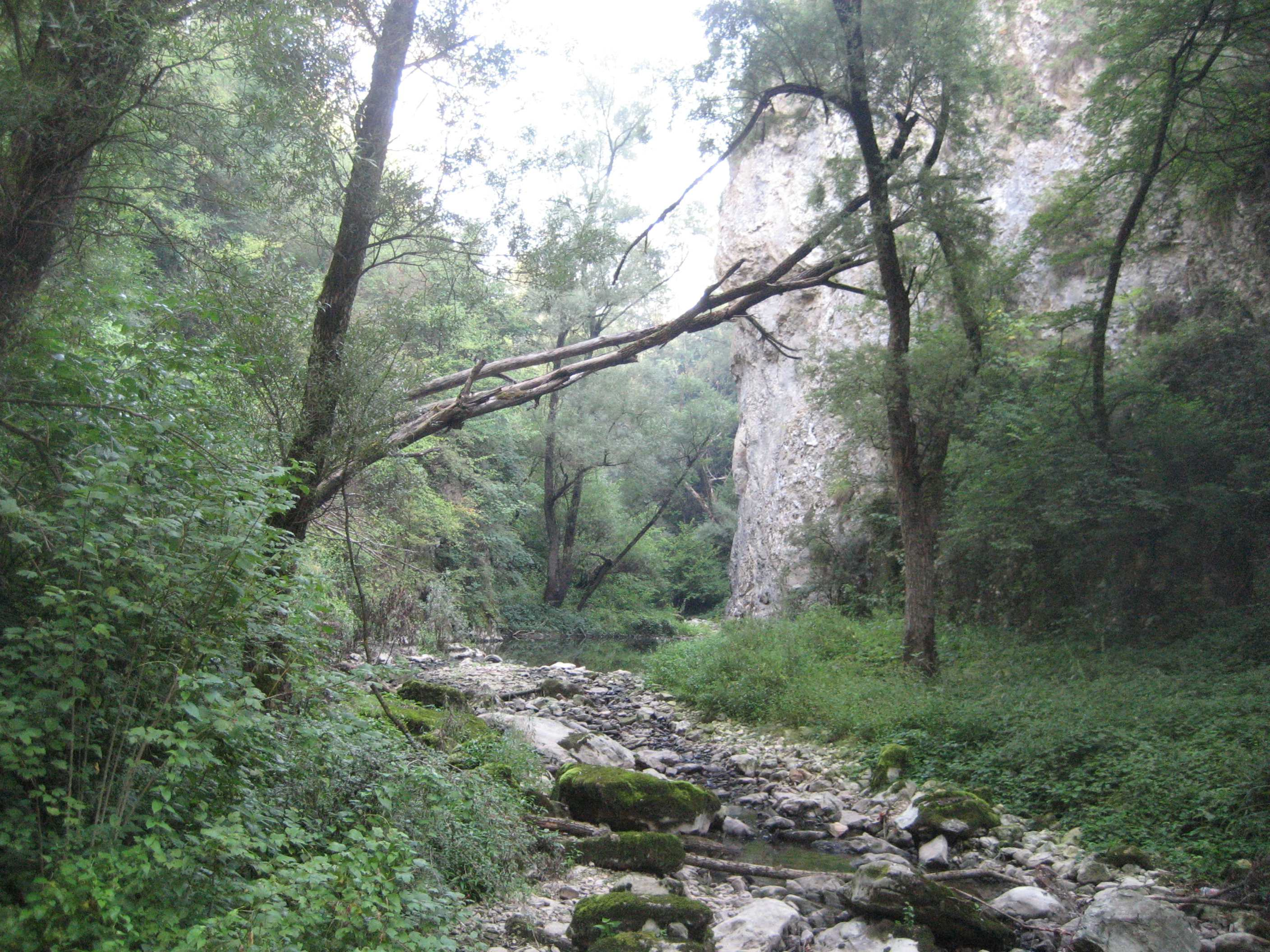
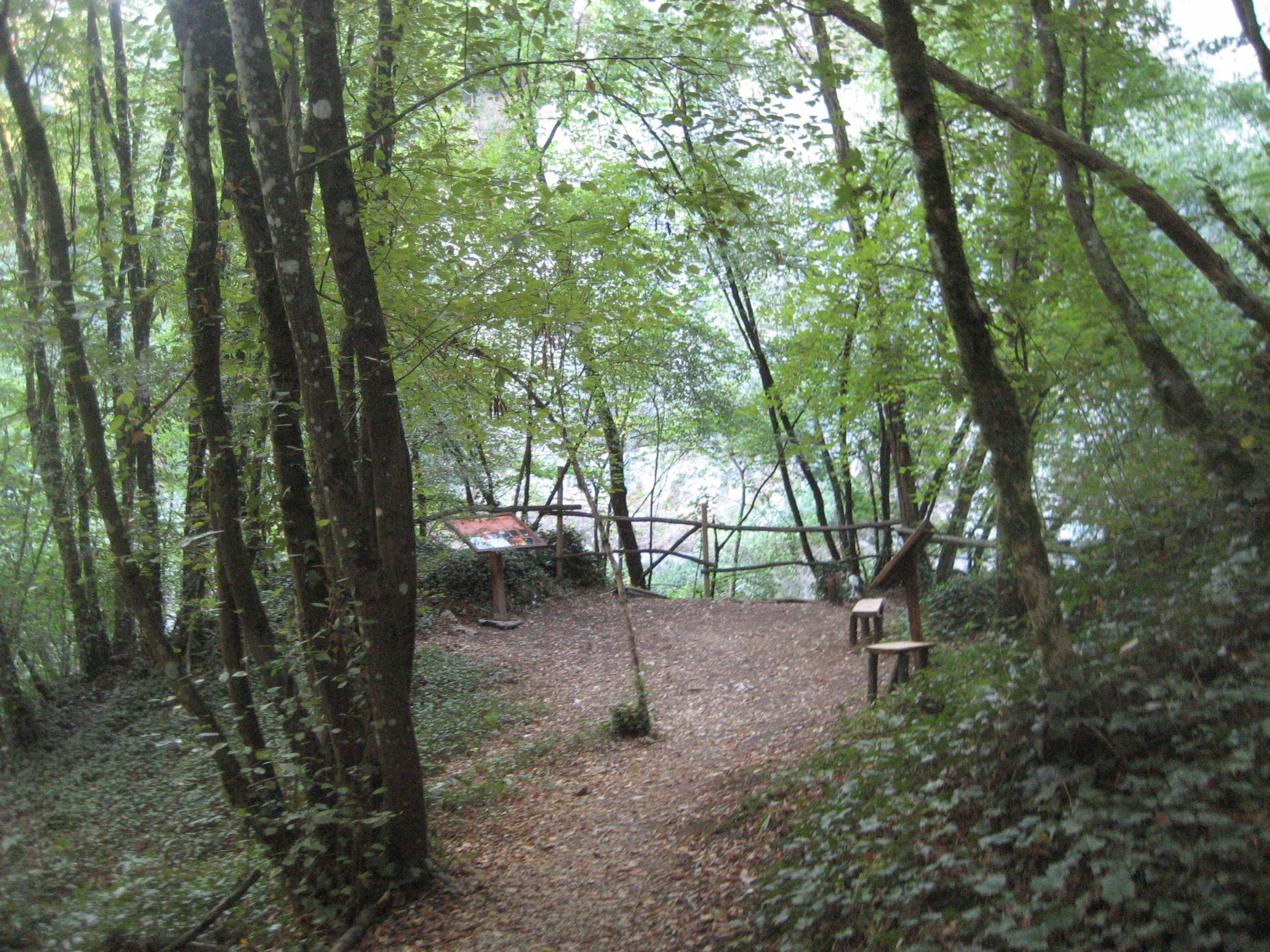
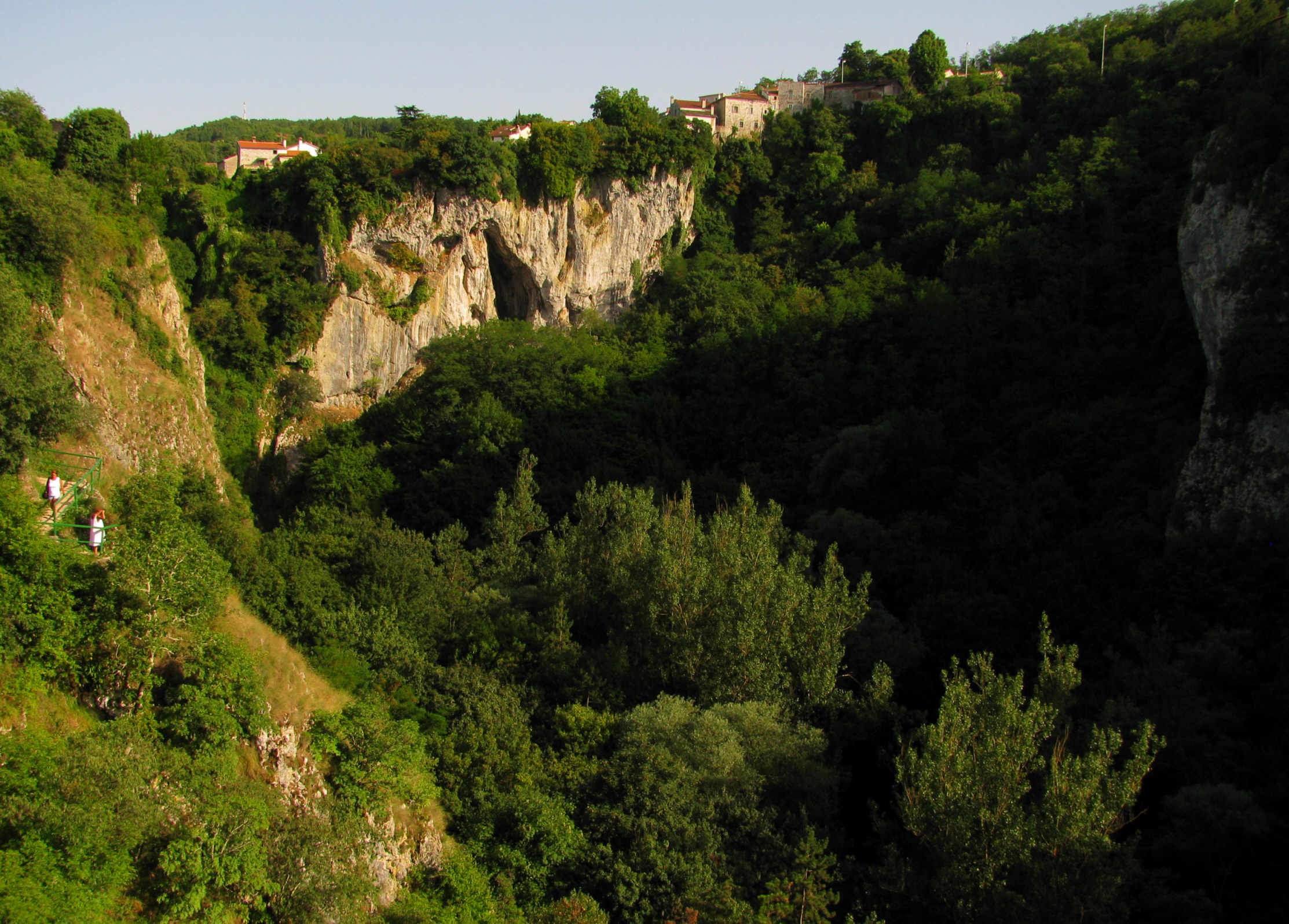
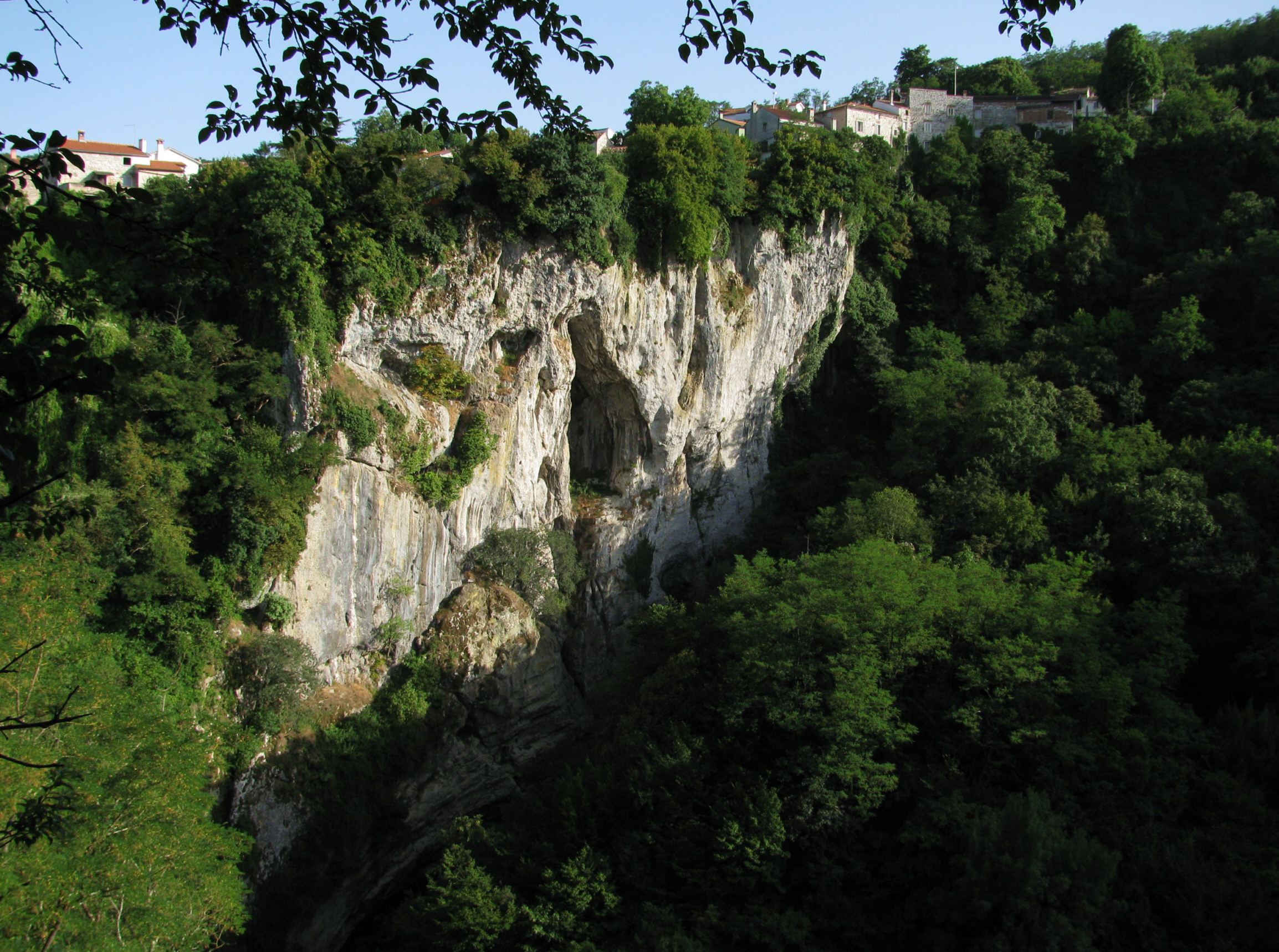

## ゆかりの人物
- ルイージ・ダッラピッコラ - 音楽家